# Ad-Dhahiriya
Ad-Dhahiriya, también conocida como Al Dahirie, az-Zahiriya, al-Thahriyeh o Dahariyeh (en árabe: الظاهرية‎), es una ciudad palestina en la Gobernación de Hebrón, a 21 kilómetros en dirección suroeste desde la propia ciudad de Hebrón, al sur de Cisjordania. Según la Oficina Central de Estadísticas de Palestina, ad-Dhahiriya tenía una población aproximada de 41.541 habitantes a mediados de 2023.

## Etimología
El nombre de Ad-Dhahiriya podría derivar de la palabra canaanita "Dhoher", que significa "puesto", por su carácter de ciudad intermedia en la ruta comercial que unía Egipto con Siria. Otra posibilidad sería que derivase del árabe "al Thaher" (هرةѧالظ), que se traduciría al español como "cerro alto".

## Historia
La información municipal asegura que ad-Dhahiriya fue una importante ciudad canaanita nacida aproximadamente en el quinto milenio antes de Cristo, y que adquirió su importancia debido a su ubicación estratégica en mitad de la ruta comercial entre Egipto y Siria.
Según Conder y Kitchener, que encontraron el pueblo socavado por cuevas, ad-Dhahiriya es probablemente el lugar donde se encontraba la antigua ciudad bíblica de Debir. En el centro de ad-Dhahiriya había una torre que parecía datar de una fecha anterior a las cruzadas, posiblemente de un periodo temprano cristiano o romano.
La tradición local, que ha sido corroborada por la arqueología, cuenta que ad-Dhahiriya fue fundado por el gobernante mameluco Baibars (†1277).

### Periodo Otomano
En 1856, el clérigo escocés Horatius Bonar describió el pueblo y su desvencijado castillo: "De repente, en un recodo inesperado del desfiladero, nos aliviamos al ver el viejo castillo posado sobre las rocosas alturas con el atardecer de fondo; el pueblo pobre, que parece estar esperando algo, con sus cabañas cuadradas y amarillas, parece más bien ayudar en la distancia a mejorar su aspecto y a dar dignidad a sus torres y a sus murallas rotas. De este punto parece mucho más audaz e importante de lo que es; no tan aislado como el de El-Aujeh, que atravesamos hace unos días, pero bien dispuesto sobre aquella escarpada roca. Como la mayoría de los castillos de oriente y de las "cáscaras" fronterizas del norte, ha visto días mejores y fue en un determinado momento un digno baluarte de los romanos, los cruzados o los turcos…"

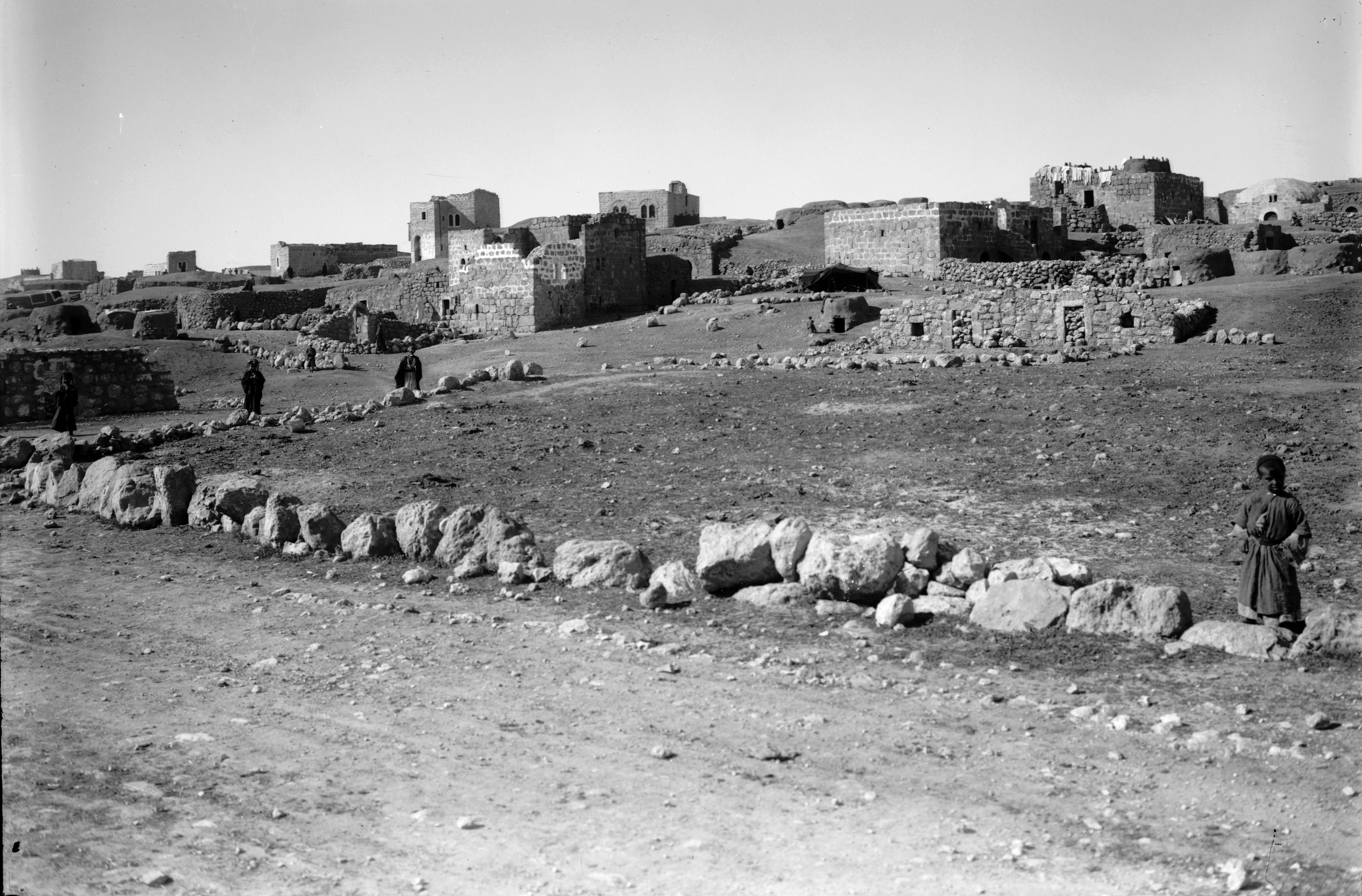
Ad-Dhahiriya en la década de 1920

En 1863, el explorador francés Victor Guérin visitó la zona y advirtió que muchos de los hombres habían huido para evitar el servicio militar, en su mayoría hacia el sur con tiendas de campaña. También dejó constancia de un edificio cuyos lados medían dieciséis pasos de ancho y que estaba construido con un hermoso tipo de piedra. Contenía varias salas abovedadas y era la casa de uno de los jeques del pueblo.
Muchas otras casas particulares estaban construidas con buenos materiales provenientes de edificios antiguos; algunas incluso parecían datar del periodo romano, bien completamente o bien solo la parte baja de las estructuras.
Una lista de aldeas otomanas de alrededor de 1870 indicaba que en ad-Dhahiriya había 57 casas y que en ella vivían 206 personas, aunque la lista incluía solamente a los hombres.
Según el Estudio sobre Palestina Occidental del Fondo para la Exploración de Palestina, el pueblo tenía una población de 300 o 400 habitantes en 1874. Tres años después estaba desierto por la "intrusión de los árabes en el país de los fellahin".

### Mandato Británico de Palestina

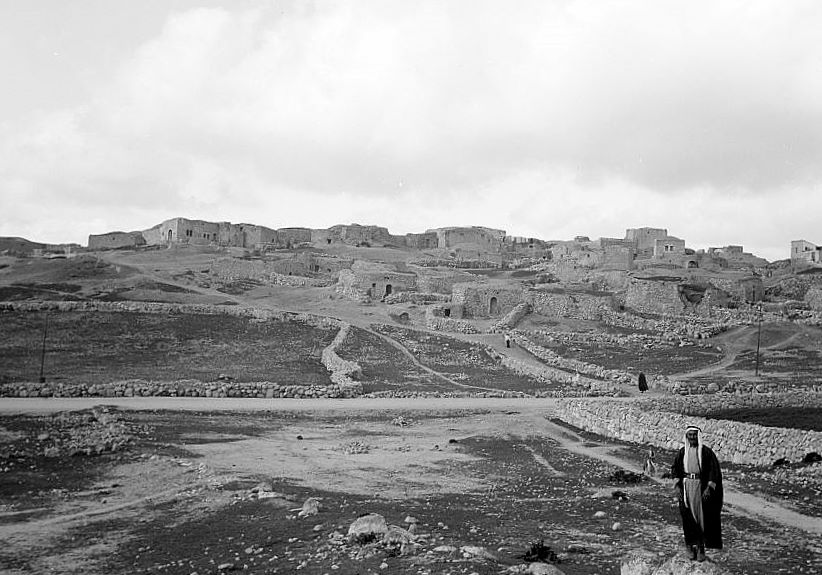
ad-Dhahiriya en 1940

En el censo de Palestina de 1922, llevado a cabo por las autoridades del Mandato Británico de Palestina, ad-Dhahiriya (llamada AI Dahriyeh) tenía una población de 2.266 habitantes, lo que aumentó en el censo de 1931 hasta 2.930 personas que vivían en 603 casas. En ambos censos, todos los habitantes del pueblo eran musulmanes.
La población de ad-Dhahiriya había seguido creciendo hasta 1945, cuando se registraron 3.760 habitantes, todos musulmanes una vez más, que poseían 60.585 dunams (60,585 kilómetros cuadrados) de tierra según un estudio oficial de tierra y población. De estos, 166 dunams estaban dedicados a plantaciones y tierras de regadío, 54.205 se usaban para el cultivo de cereales y 284 dunams eran terreno urbanizado.

### Ocupación jordana
Tras la Guerra Árabe-Israelí de 1948 y los acuerdos de armisticio de 1949, ad-Dhahiriya quedó bajo un régimen de ocupación jordana. El primer consejo municipal se estableció en 1963.

### Ocupación israelí
Desde la Guerra de los Seis Días en 1967, ad-Dhahiriya ha permanecido bajo ocupación israelí. La población en el censo de 1967 era 4.875 habitantes.
En 1996, la Autoridad Nacional Palestina nombró un grupo municipal para gobernar el municipio, y en 2004 se eligió un consejo de 13 miembros con 49 empleados municipales asalariados. Antes de la Segunda Intifada, la administración israelí había confiscado 30.000 dunams (30 kilómetros cuadrados) del terreno municipal de ad-Dhahiriya.
Basemah Musa Mutawe'a Qeysiya, una mujer de 35 años de ad-Dhahiriya, murió el 17 de abril de 2002 por disparos del ejército israelí; le dispararon al salir de su casa para comprar velas durante un toque de queda. El 26 de septiembre de 2002, el niño de 1 año Gharam Muhammad Ibrahim Man'a murió por una granada de gas lacrimógeno lanzada por el ejército israelí en Hebrón, durante una operación para imponer el toque de queda. El 12 de abril de 2003 moría en ad-Dhahiriya el joven de 22 años Ghaseb Mahmoud Hawarin. Soldados israelíes le dispararon cuando él y otros jóvenes les arrojaron piedras mientras inspeccionaban coches en un taller. Jamil Talab 'Odeh a-Tal murió el 28 de marzo de 2004 en el tejado de su casa de ad-Dhahiriya por disparos de soldados israelíes; tenía 34 años, estaba desarmado y no participaba en las hostilidades en ese momento. El 27 de diciembre de 2004, fuerzas israelíes realizaron una emboscada en un lado de la carretera por donde conducía Yasser Muhareb Muhammad Jabarin, de 34 años y natural de ad-Dhahiriya, hiriéndolo de gravedad; moriría de sus heridas el 24 de enero de 2005.
Según la Oficina de la ONU para la Coordinación de Asuntos Humanitarios (OCHA), el 14 de abril de 2005 el ejército israelí cerró la entrada al pueblo erigiendo un montículo de tierra en ella, forzando todos los palestinos de la zona a viajar a través de Dura.
Un habitante de la localidad, Wajdi Walid 'Abdallah Ja'afrah, de 30 años, resultó muerto por disparos de soldados israelíes cuando se acercaba con su coche a un puesto de control improvisado. Los soldados alegaron que había tratado de atropellarlos.

#### Impacto de la ocupación israelí
Según un informe del Applied Research Institute de Jerusalén, la ocupación israelí afecta seriamente al día a día de la ciudad, que se encuentra rodeada por cuatro asentamientos israelíesː Eshkolot, Tene, Shima y Nueva Shima, así como por una carretera solo para israelíes. Hay tres puestos de control permanentes en las salidas de la ciudad y varios más móviles. La Barrera de Separación Israelí bordea la ciudad por dos de sus lados, hacia el sur y el oeste, y para su construcción se demolieron 5 casas, otras 7 tienen órdenes de demolición pendientes, y 70 personas han quedado aisladas del resto de la ciudad. Unos 5.000 dunams (5 kilómetros cuadrados) de terreno municipal fueron expropiados para la construcción del muro, y otros 5.000 han quedado aislados al otro lado de la ciudad.

## Geografía
Ad-Dhahiriya se encuentra sobre unas colinas ubicadas a 21 kilómetros al sur de Hebrón, a una altura media de 655 metros por encima del nivel del mar. Tiene una superficie total de 98.000 dunum (98 kilómetros cuadrados), de los que 16.000 corresponden a zonas urbanas, 38.500 a zonas agrícolas y otros 30.000 han sido confiscados por el estado de Israel. Dentro de las tierras agrícolas, 4.383 dunum se dedican al cultivo de frutales, 452 a verduras y 17.455 a cosechas de cereales. Tan solo 402 son de dominio público, estando el resto en manos privadas.
El municipio de ad-Dhahiriya bordea las localidades de As Samu hacia el este; Rabud, Abu al 'Asja, Kurza, al-Bireh y Dura hacia el norte, ar Ramadin hacia el oeste y la Línea Verde del armisticio de 1949 hacia el sur. La media de precipitaciones anuales es de 337mm, mientras que la temperatura media anual es de 19 °C, con una humedad media anual del 59,4%.

## Demografía

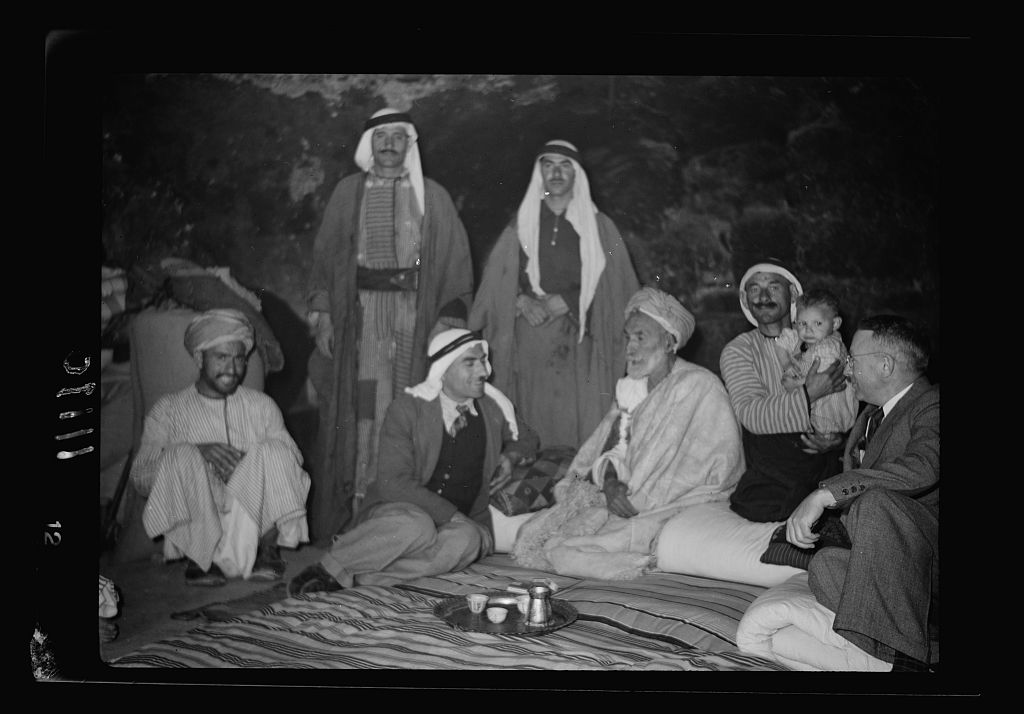
Habitantes de ad-Dhahiriya (1938)

Según el último censo real disponible, realizado por la Oficina Central de Estadísticas de Palestina (PCBS) en 2007, la población de ad-Dhahiriya era de 28.560 habitantes, de los cuales 14.372 eran hombres (el 50,7%) y 14.188 mujeres (el 49,3%). En cuanto a las franjas de edad, el 49,3% eran menores de quince años, el 52,5% estaban entre los 16 y los 65 años, y tan solo el 2,7% de la población superaba los 65 años de edad. Unas 70 personas habían emigrado de ad-Dhahiriya durante los años comprendidos entre la Segunda Intifada y 2009.
En una estimación de población realizada por el PCBS para el intervalo de años 2007-2016, la población estimada para ad-Dhahiriya en el año 2016 sería de 38.002 habitantes. En la siguiente tabla se puede observar su evolución demográfica a lo largo del tiempoː
| 1922  | 1931  | 1945  | 1961  | 1967  | 1982  | 1987   | 1997   | 2005   | 2007   | 2016   |
| ----- | ----- | ----- | ----- | ----- | ----- | ------ | ------ | ------ | ------ | ------ |
| 2.266 | 2.930 | 3.760 | 4.199 | 4.875 | 2.190 | 11.500 | 20.548 | 27.616 | 28.560 | 38.002 |

Ad-Dhahiriya adquirió el rango de municipio en 1963, en tiempos de la ocupación jordana de Cisjordania. En 1996 se nombró su primer consejo municipal, que fue renovado posteriormente en 2004, pasando a tener 13 miembros y disponer de 49 empleados municipales. El ayuntamiento de ad-Dhahiriya se encuentra en dos edificios distintos; uno a la entrada de la ciudad y otro en el centro. Cuenta con cinco departamentosː Departamento de Administración, Departamento de Ingeniería, Departamento de Contabilidad, Departamento de Servicios Sociales (que se encarga de la salud, recogida de basura, transporte y agua) y Departamento del Centro Médico.

## Economía
Aproximadamente la mitad de la mano de obra activa de ad-Dhahiriya trabaja en el mercado laboral israelí. Del 50% restante, un 15% son funcionarios o empleados por cuenta ajena y otro 15% se dedican a la agricultura, un 12% al comercio, un 5% al sector servicios y un 3% a la industria. La agricultura se basa en el cultivo de cereales, olivos y frutales (principalmente albaricoqueros, vides, almendros e higueras), habiendo también una pequeña porción de la tierra dedicada al cultivo de verduras, entre las que destacan tomates, pepinos y calabacines. De los 48.500 dunams de tierra cultivable, menos de la mitad estaban siendo cultivadas a fecha de 2006, mientras que el resto permanecían inactivas. En cuanto a la ganadería, hay unas 25.000 ovejas, 6.000 cabras y 600 vacas en la superficie municipal, así como 187 panales de abejas y medio millón de pollos. El sector industrial local incluye fábricas de jabón, talleres de piedra y almazaras.
La ubicación estratégica de la ciudad hace que hoy día sea considerada como el acceso sur de Cisjordania y el punto de conexión entre esta última y la ciudad israelí de Beerseba, por todo lo cual se ha convertido en uno de los centros económicos de la Gobernación de Hebrón. El estallido de la Segunda Intifada trajo consigo la imposición por parte de las autoridades israelíes de una serie de restricciones al movimiento de los palestinos que afectaron duramente a los ingresos de muchas familias del municipio, especialmente de aquellas que trabajaban en el mercado laboral israelí. Asimismo, los numerosos controles y cortes de carreteras llevados a cabo por el ejército israelí han dañado duramente la actividad comercial de la ciudad, no solamente con Israel sino dentro de la misma Cisjordania.

## Infraestructuras
La ciudad cuenta con sistemas de telecomunicaciones (al que solo el 20% de los hogares están conectados), red de agua corriente (al que solo acceden un 30% de los hogares) y red eléctrica (que llega a un 70% de las casas), así como de un servicio de recogida de basura gestionado por el ayuntamiento, si bien carece de un sistema de alcantarillado. El acceso al agua y a la electricidad lo gestionan las empresas israelíes Mekorot y Qutria, respectivamente. Hay tres puestos de control israelíes permanentes en los accesos a la ciudad. Entre los servicios disponibles para los habitantes de la ciudad, destacan una estación de bomberos, una oficina postal y una comisaría, así como delegaciones del Ministerio de Trabajo, del de Agricultura y del de Asuntos Sociales. En cuanto a los medios de transporte, hay un autobús y 80 taxis que conectan la ciudad con el resto de Cisjordania.

## Educación y Sanidad

### Educación
Hay dieciocho escuelas en la ciudad, de las que nueve son femeninas, ocho masculinas y una tiene alumnado mixto; diecisiete de ellas son públicas y una es privada. Según el censo de 2007, del total de la población de ad-Dhahiriya, 1.764 personas eran analfabetas (un 9,2% del total), 2.955 sabían leer y escribir sin haber ido a la escuela (15,4% del total), 10.792 habían recibido educación básica y preparatoria (56,1% del total), 2.360 tenían un título de educación secundaria (12,3% del total), y 1.371 tenían alguna diplomatura o licenciatura en estudios superiores (un 7,1%). Según los datos del Ministerio de Educación palestino, durante el curso 2007-2008 había en ad-Dhahiriya 8.268 alumnos, 305 maestros y profesores y 235 aulas. Además, también hay 6 guarderías, todas ellas privadas, a las que acudían 503 niños y niñas en dicho curso académico.

### Sanidad
En cuanto a la sanidad, hay cuatro centros de salud y once farmacias en el municipio de ad-Dhahiriya. El centro médico de la ciudad fue construido durante la Segunda Intifada y proporciona diversos servicios, como ambulancias y diverso equipamiento médico. También hay catorce clínicas de médicos particulares, doce de ellas privadas, nueve clínicas dentales, un centro de rayos X, un laboratorio médico, un departamento de fisioterapia y una clínica de cuidados femeninos. También hay tres centros pediátricos y materno-infantiles que proporcionan, entre otros, servicios de vacunación.

## Deportes
El equipo de fútbol local, el Shabab ad-Dhahiriya SC, es un equipo con mucho reconocimiento en el fútbol palestino que ha jugado en la Liga Premier de Cisjordania ininterrumpidamente desde 2007, y que ganó el campeonato en las ediciones de 2012-2013 y 2014-2015 jugando con el nombre al-Thahriyeh. A nivel internacional, participaron en la Copa de Clubes de la UAFA en su edición de 2012-2013 y en la Copa de la AFC 2014, siendo eliminado en ambas en las primeras rondas de clasificación. Los colores de su primera equipación son el blanco y el rojo.